# 西川利助 (7代)
7代西川 利助（にしかわ りすけ、延享4年6月12日（1747年7月19日） - 文政8年1月30日（1825年3月19日））は、近江商人西川甚五郎家（屋号山形屋、後の西川）第7代当主、商家としての制度改革を行い、甚五郎家中興の祖と言われる。

## 生涯
延享4年6月12日（1747年7月19日）、近江国蒲生郡八幡（現滋賀県近江八幡市）において西川甚五郎家6代理助（八日市場高野屋小左衛門三男）と妻しま（5代利助7女）の長男として誕生した（母しまは翌日死去）。明和8年（1771年）7代利助は家督を継いだが、江戸に店を構える八幡商人は一時期14軒もあったが、利助が当主となった頃には5軒まで減り、店の運営に対し何らかの方策を建てるべき時期に来ていた。
そこで利助は熟考の上、寛政11年（1799年）店の運営方法について抜本的な改革を行った。
『除銀』の制定
山形屋西川家だけで元禄12年（1699年）から7代利助が家督を継ぐまでに3度の火災にあい、利助が当主であった期間だけでも2度火事により被災した。当時火災保険制度は当然なく、火事や地震による被害・復興費は全て被災した者が負担しなければならなかった。そこで、7代利助は不時の出費に備えるための積立金『除銀（よけぎん）』を制度化した。しかも、制度として除銀の資金と用途を『普請金』（類焼への準備、300両）・『仏事金』（仏事定にて決められた支出の準備、200両）・『用意金』（店舗の時代賃料資金等、300両）の三つに区分し、直接営業に使われる事はなく本家は各店の純益より除銀を毎年積立留保金として留置いた。
『三ツ割銀』制度
店の運営を活性化するために奉公人にもわかる明確な運用基準を定めた。毎年2期勘定（半期決算）の純益を3等分して、その一つを奉公人に分配することとした。奉公人が頑張り利益を出せば、その分奉公人も潤う事が明確化（成果主義）された。他の一つは店の内部留保金、もう一つは本家への納付金と定め、本家の意向で店の金が勝手に使われないようにもした。
別家制度（『定法目録』制定）
奉公人に分家の資格を与える別家制度を定め（「定法目録」）、別家の権限・義務を明確にし、本家・親族・別家の共同責任体制を確立し、将来の発展を期した。
7代利助は改革と共に累代の記録を整理し後世へと伝えた。改革により商家としての乱れを正し、奉公人を含めた活性化を図り山形屋西川家中興の祖と呼ばれた。享和2年（1802年）隠居し仁右衛門と改名、長男宗十郎に8代利助として家督を譲ったが家業にあまり身を入れない姿勢を問題視され、当主就任後僅か10年で『定法目録』により隠居させられ、文化9年（1812年）新たに7代利助の孫恒次郎（8代利助の弟の子。山形屋西川家文書目録解題では7代利助の弟の子、甥とされる）が8歳（文化元年（1804年）生）で9代甚五郎として当主に就任した。7代利助（仁右衛門）は後見となり9代甚五郎が21歳の文政8年1月30日（1825年3月19日）死去した。